# Ralph Schumann
Ralph Schumann (* 26. Mai 1966 in Schwerin) ist ein ehemaliger deutscher Leichtathlet, der für die DDR antrat und insbesondere im 800-Meter-Lauf erfolgreich war.

## Sportliche Karriere
Ralph Schumann startete für die BSG Lok Schwerin und für den SC Traktor Schwerin. Er gewann den Titel im 800-Meter-Lauf bei den DDR-Meisterschaften 1985, 1988 und 1990. Seine Bestzeit von 1:46,10 Minuten lief er am 5. Juli 1986 in Oslo.
Bei den Junioreneuropameisterschaften 1985 in Cottbus gewann er über 800 Meter vor dem Westdeutschen Jussi Udelhoven. Schumann trat von 1986 bis 1988 bei fünf Wettkämpfen im Nationaltrikot der DDR an.